# United States Naval Test Pilot School

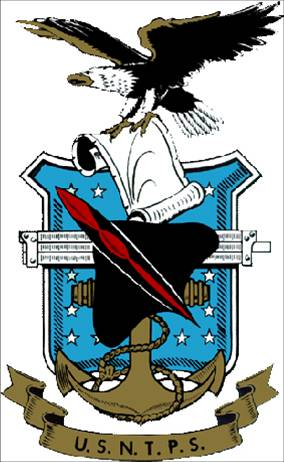
Logo de l'USNTPS

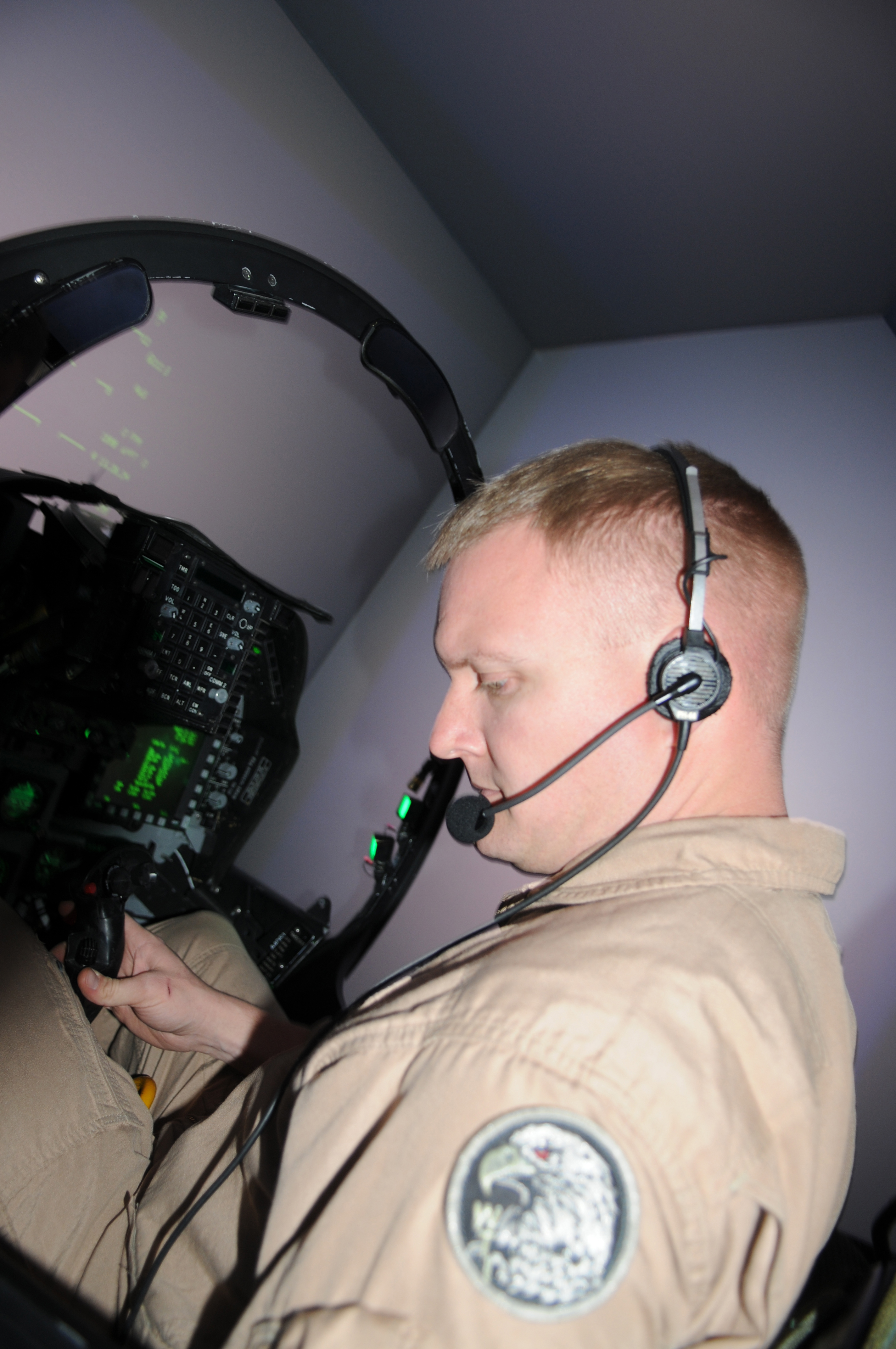
Stagiaire appartenant au Corps des Marines des États-Unis en formation sur simulateur de vol.

L'United States Naval Test Pilot School ou US Naval Test Pilot School est l'école qui forme les futurs pilotes d'essais de l'US Navy et du Corps des Marines des États-Unis. Elle est sise sur la Naval Air Station Patuxent River dans le comté de Saint Mary dans le Maryland, sur la côte Est américaine.

## Histoire
Cette école a été fondée en 1945 afin de soutenir les essais en vol des avions allemands et japonais récupérés durant la Seconde Guerre mondiale et alors testés. Il s'agissait également de former les futurs pilotes destinés à évoluer sur jets. Par la suite plusieurs grands noms de la conquête spatiale sont passés par l'US Naval Test Pilot School en tant que stagiaires. On retrouve notamment Alan Shepard, Jim Lovell, ou encore John Glenn.

## L'US Naval Test Pilot School auXXIesiècle
Unique école de pilote d'essais aux États-Unis à former le personnel sur hélicoptère, l'US Naval Test Pilot School dispose d'une flotte hétéroclite d'aéronefs permettant la formation de ses stagiaires. Ceux-ci peuvent aussi bien se destiner à la mission de pilotes d'essais mais également d'ingénieur en aéronautique d'essais.
La formation se déroule sur 48 semaines et s'articule autour de quatre grands axes :
– formation basique académique en salle de classe, puis sur simulateur de vol ;
– formation scientifique en ingénierie aéronautique et spatial ;
– formation spécifique au pilotage des avions et planeurs ;
– formation spécifique au pilotage des voilures tournantes.
Début 2013 la flotte de l'école se composait des appareils suivants.
| Aircraft                        | Origin           | Type                        | Versions          | Notes |  |
| ------------------------------- | ---------------- | --------------------------- | ----------------- | ----- |  |
| McDonnell Douglas F/A-18 Hornet | États-Unis       | Avions de combat            | F/A-18A & F/A-18B |       |  |
| North American T-2 Buckeye      | États-Unis       | Avion d'entraînement        | T-2C              |       |  |
| De Havilland Canada NU-1 Otter  | Canada           | Avion de soutien logistique | NU-1B             |       |  |
| De Havilland Canada U-6 Beaver  | Canada           | Avion de soutien logistique | U-6A              |       |  |
| Northrop T-38 Talon             | États-Unis       | Avion d'entraînement        | T-38A             |       |  |
| Schweizer X-26 Frigate          | États-Unis       | Planeur d'entraînement      | X-26A             |       |  |
| Hughes TH-6 Osage               | États-Unis       | Hélicoptère                 | TH-6B             |       |  |
| Bell OH-58 Kiowa                | États-Unis       | Hélicoptère                 | OH-58C            |       |  |
| Airbus Helicopter UH-72 Lakota  | Union européenne | Hélicoptère                 | TH-72A            |       |  |
| Sikorsky UH-60 Blackhawk        | États-Unis       | Hélicoptère                 | UH-60A            |       |  |
| Sikorsky SH-60 Seahawk          | États-Unis       | Hélicoptère                 | SH-60B            |       |  |

En outre elle a recours à la location d'avions et d'hélicoptères étrangers tels le biplan soviétique Antonov An-2, l'avion d'entraînement français Fouga CM-170 Magister ou encore l'avion de collection Boeing B-17G. Un Boeing KC-135 Stratotanker est également détaché par l'US Air Force auprès de l'école.

## Écoles similaires dans le monde
- États-Unis
  - US Air Force Test Pilot School.
  - National Test Pilot School.
- France
  - École du personnel navigant d'essais et de réception.
- Royaume-Uni
  - Empire Test Pilots' School (en).

## Photos

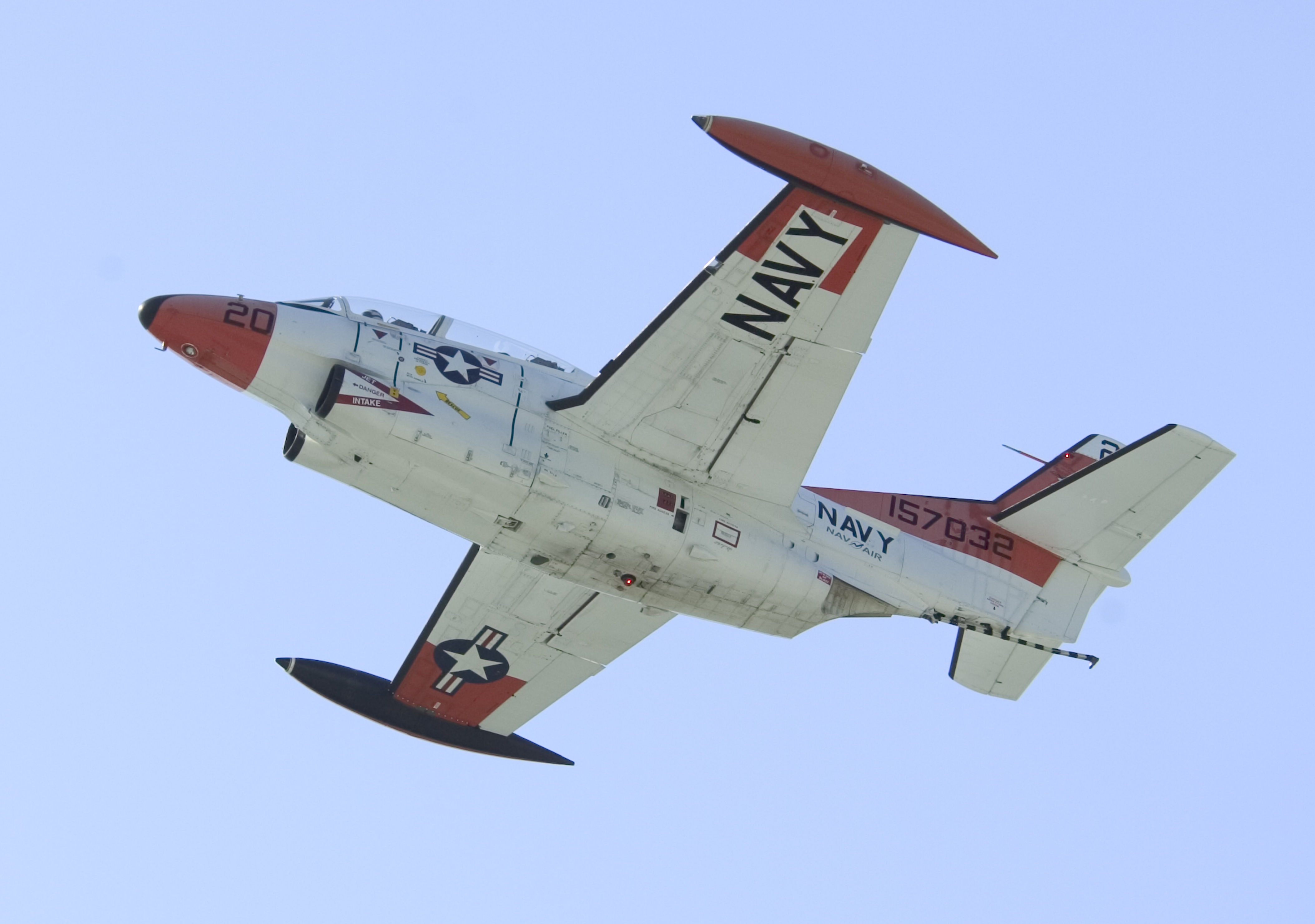
North American T-2 Buckeye.
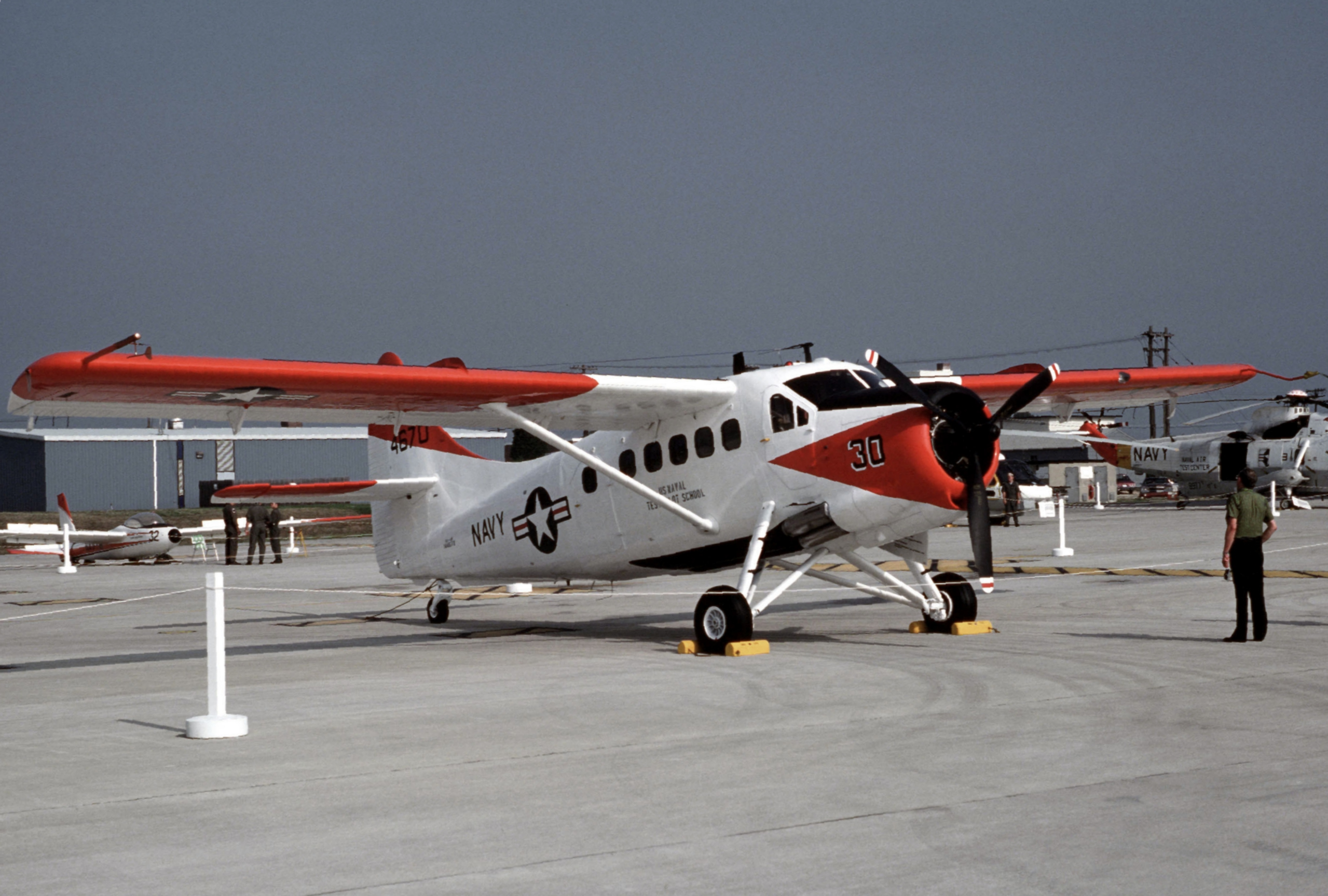
De Havilland Canada NU-1 Otter.
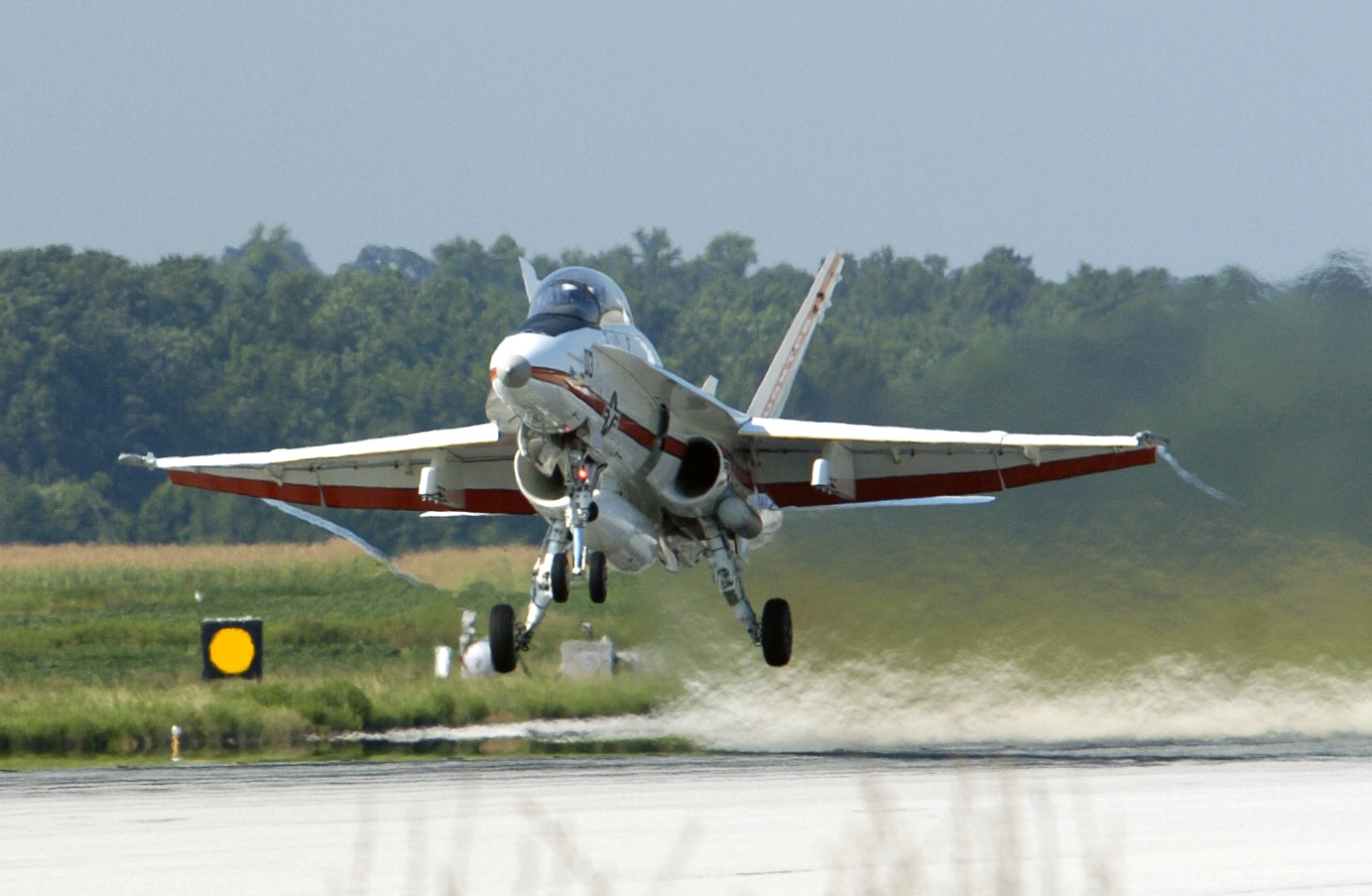
McDonnell Douglas F/A-18B Hornet.
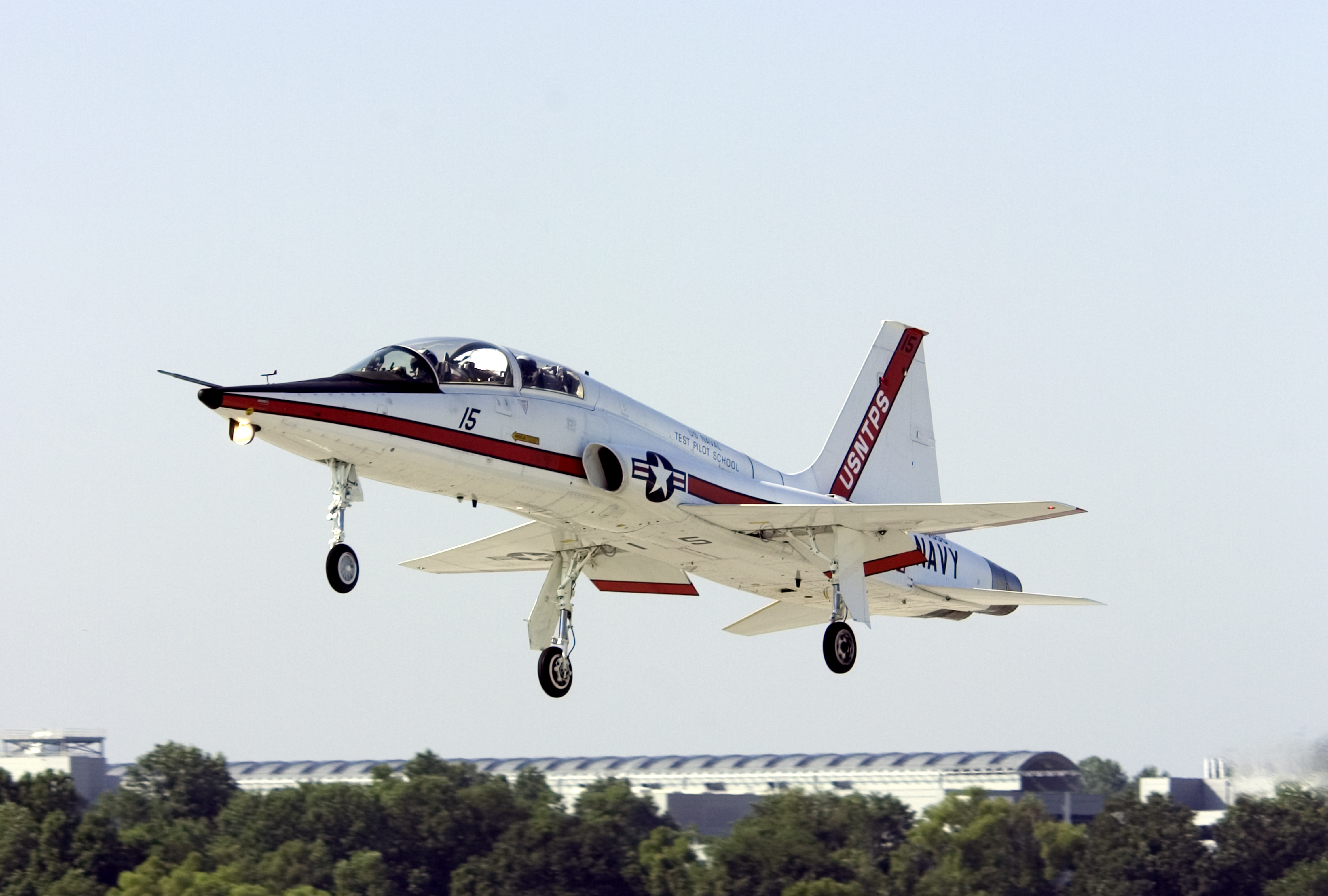
Northrop T-38 Talon.
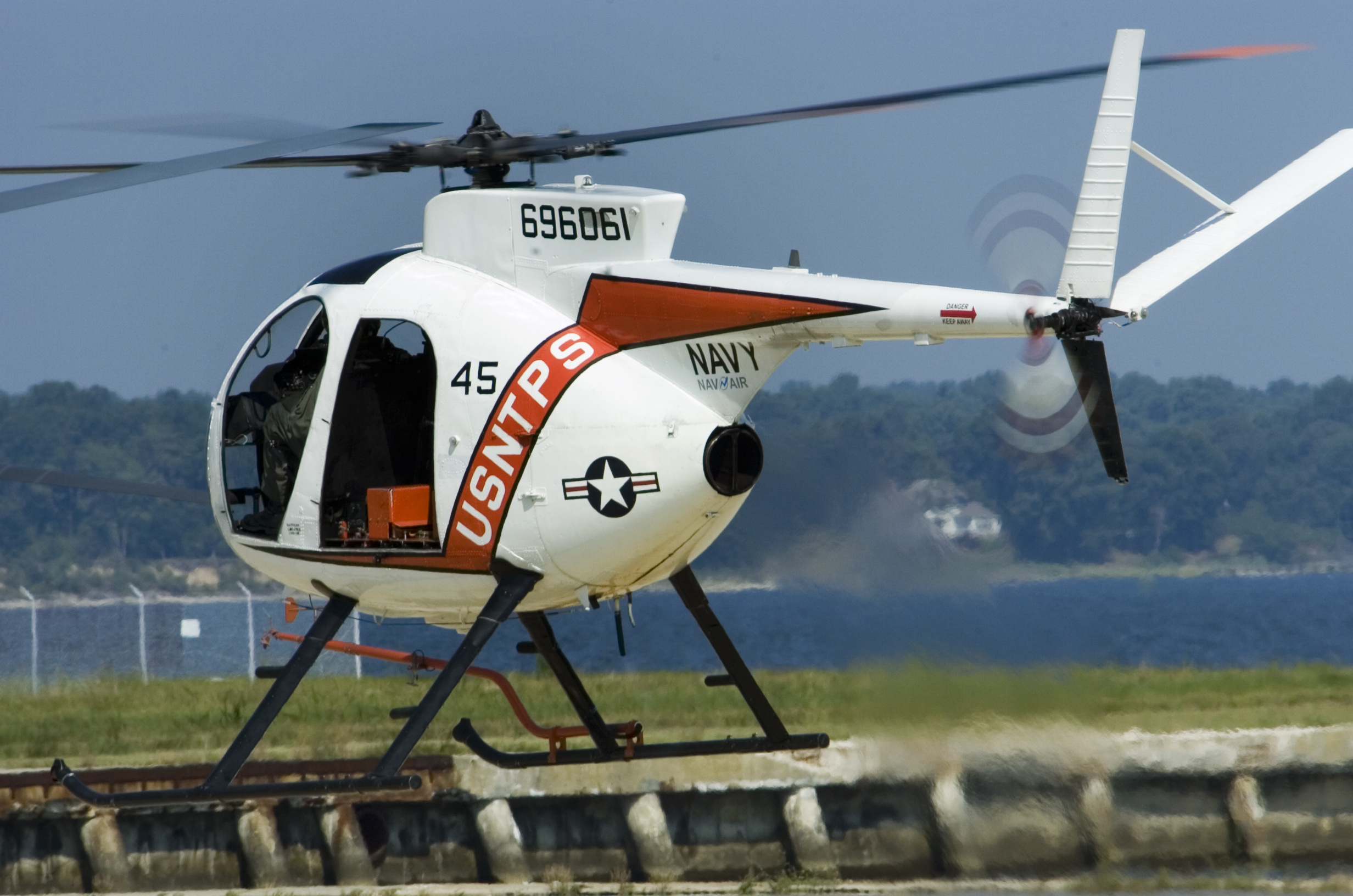
Hughes TH-6 Osage.

### Sources bibliographiques
- (en) Tom Kaminsky, The United States Military Aviation Directory, Airtime Publishing, 2000, 256 p. (ISBN 1-880588-29-3).